# Massimiliano La Pegna
Massimiliano La Pegna (Roma, 15 marzo 1964) è un produttore televisivo e produttore cinematografico italiano.

## Biografia
Figlio del produttore cinematografico e televisivo Arturo La Pegna, decide di intraprendere la stessa carriera del padre compiendo i propri studi e le prime esperienze negli Stati Uniti.
Negli anni '90 affianca il padre alla produzione di alcuni film tra cui Cin Cin, Cacciatori di navi e Mi fai un favore. 
A partire dai primi anni 2000 produce alcuni film tra cui Il fuggiasco diretto da Andrea Manni, che ottiene una candidatura come Miglior Regista Esordiente ai David di Donatello del 2004. Risulta in concorso come Miglior Produttore ai David di Donatello con i film Mi fai un favore (1998), Sulla spiaggia e di là dal molo (2001) e Il fuggiasco (2004), inoltre il film Sulla spiaggia e di là dal molo è stato in concorso per il premio Panorama 2000 al Festival Internazionale del Cinema di Berlino.
Negli anni ricopre il ruolo di produttore anche in numerose fiction televisive tra cui La Baronessa di Carini, Il ritorno di Ulisse, Luisa Spagnoli e Enrico Piaggio - Un sogno italiano; e in docufilm come Il tempio della velocità e Enzo Tortora – Ho voglia di immaginarmi altrove in collaborazione con Rai Documentari.
Massimiliano La Pegna ha anche prodotto numerosi spot pubblicitari per diversi brand tra cui Nastro Azzurro, Peroni, Telefono Rosa, Discovery Channel, Brio Blu, Uliveto e Rocchetta.
Nel 2014 viene nominato ambasciatore del Telefono Rosa nel mondo.

## Filmografia

### Produttore televisivo
- Nero come il cuore, regia di Maurizio Ponzi (1991)
- Missione d'amore, regia di Dino Risi (1993)
- L'ombra abitata, regia di Massimo Mazzucco (1995)
- L'uomo che ho ucciso, regia di Giorgio Ferrara (1995)
- Avvocati, regia di Giorgio Ferrara (1997)
- Come quando fuori piove, regia di Bruno Gaburro (1998)
- Da cosa nasce cosa, regia di Andrea Manni (1998)
- La Baronessa di Carini, regia di Umberto Marino (2007)
- Mal’aria, regia di Paolo Bianchini (2008)
- Odysseus – Il Ritorno di Ulisse, per la regia di Stèphane Giusti (2012)
- Luisa Spagnoli, regia di Lodovico Gasparini (2016)
- Enrico Piaggio – Un sogno italiano, regia di Umberto Marino (2019)
- Il tempio della velocità, regia di Tommaso Cennamo (2022)
- Rinascere, regia di Umberto Marino (2022)
- Enzo Tortora – Ho voglia di immaginarmi altrove, regia di Tommaso Cennamo (2023)

### Produttore cinematografico
- Cacciatori di navi, regia di Folco Quilici (1990)
- Cin cin, regia di Gene Saks (1991)
- Mi fai un favore, regia di Giancarlo Scarchilli (1996)
- Sulla spiaggia e di là dal molo, regia di Giovanni Fago (2000)
- Incontri di primavera, regia di Anna Brasi (2000)
- Joshua, regia di Jon Purdy (2002)
- Il fuggiasco, regia di Andrea Manni (2003)
- Tirante el Blanco, regia di Vincente Aranda (2005)
- MultipleX, Produttore Associato con la regia di Stefano Calvagna (2013)
- Io lo so chi siete, regia di Alessandro Colizzi (2020)

## Riconoscimenti
Busto Arsizio Film Festival
- 2004 - Premio Casbot - Miglior Produttore per Il fuggiasco[17]

Perugia Love Film Festival
- 2016 - Miglior Fiction per Luisa Spagnoli[18]